# Puygouzon

Puygouzon este o comună în departamentul Tarn din sudul Franței. În 2009 avea o populație de 2.888 de locuitori.

## Evoluția populației
| An        | 1975  | 1982  | 1990  | 1999  | 2006  | 2009  |
| --------- | ----- | ----- | ----- | ----- | ----- | ----- |
| Populație | 1.408 | 1.993 | 2.585 | 2.722 | 2.845 | 2.888 |